# Brownea
Brownea ist eine Pflanzengattung in der Unterfamilie Johannisbrotgewächse (Caesalpinioideae) innerhalb der Familie Hülsenfrüchtler (Fabaceae/Leguminosae). Die 25 bis 30 Arten sind in der Neotropis verbreitet. Einige Arten werden auch „Rose von Venezuela“ genannt.

## Beschreibung

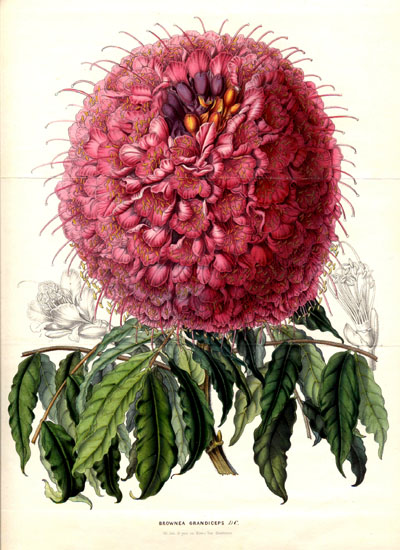
Illustration von Brownea grandiceps

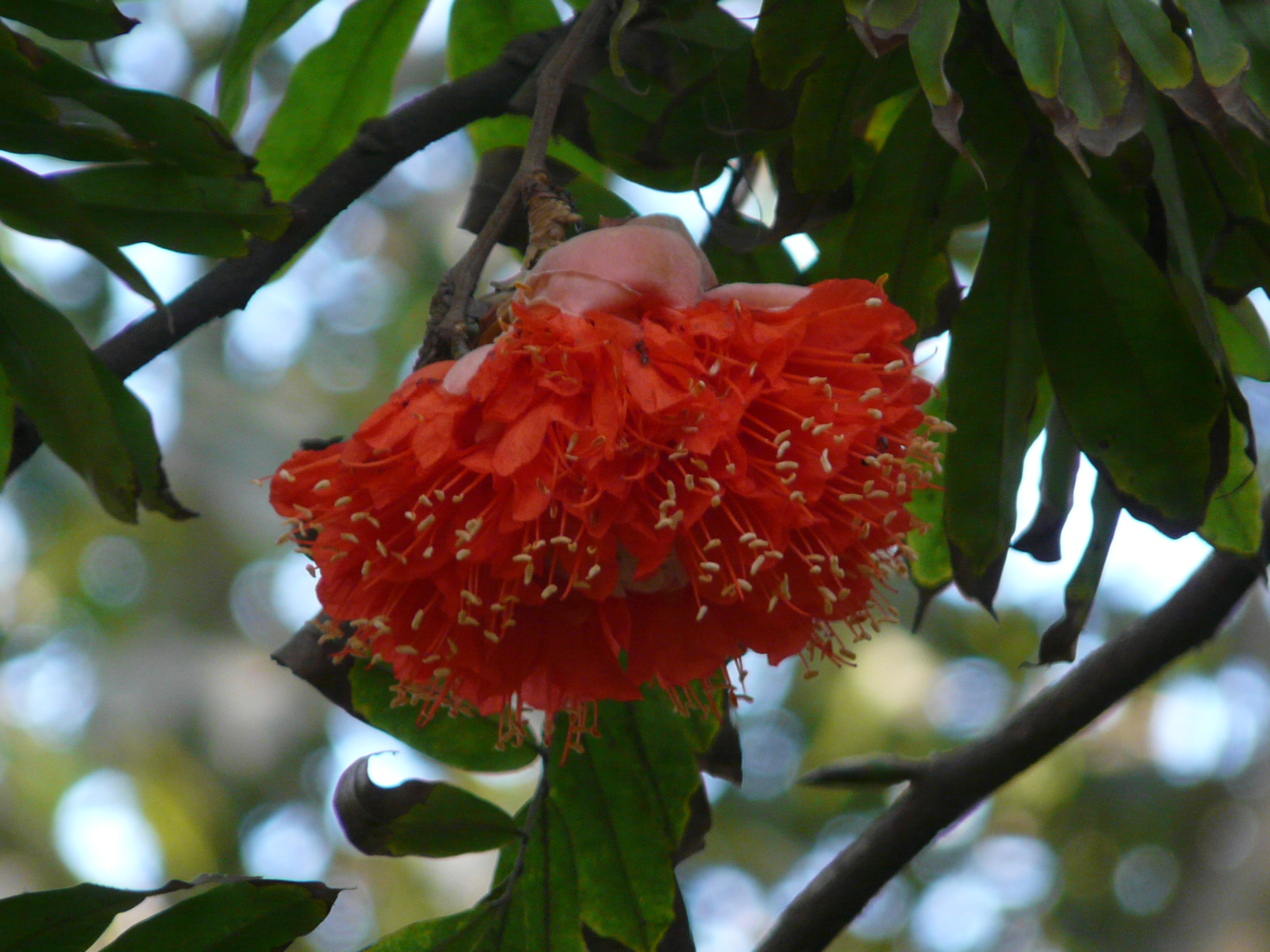
Brownea coccinea

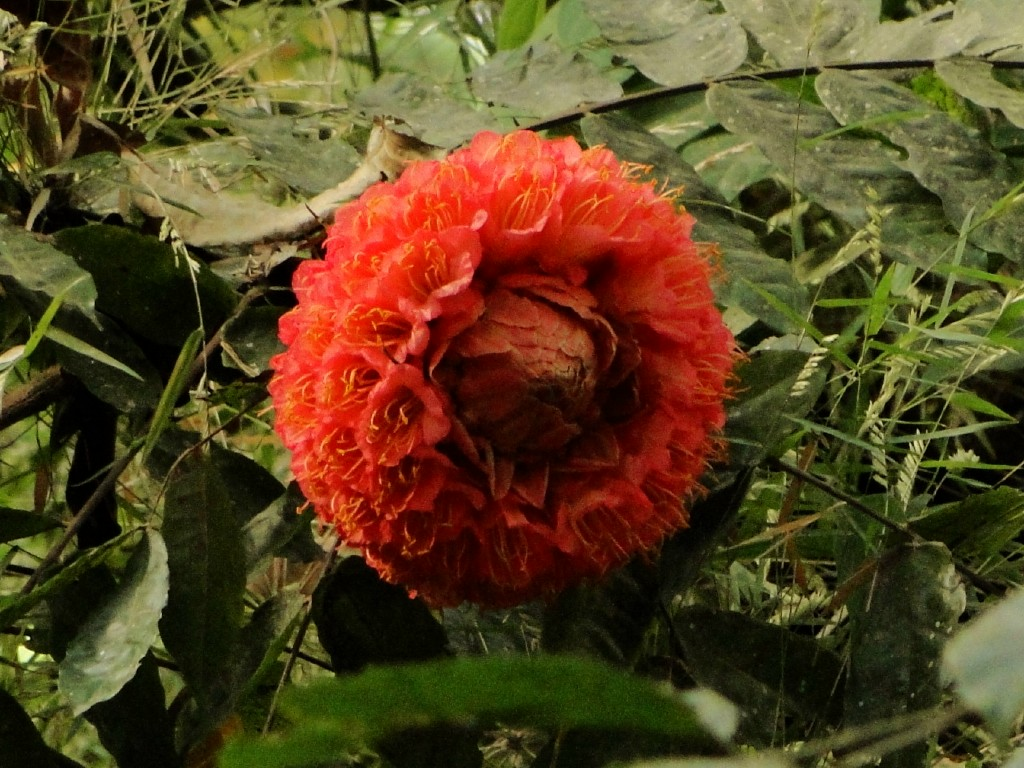
Brownea grandiceps

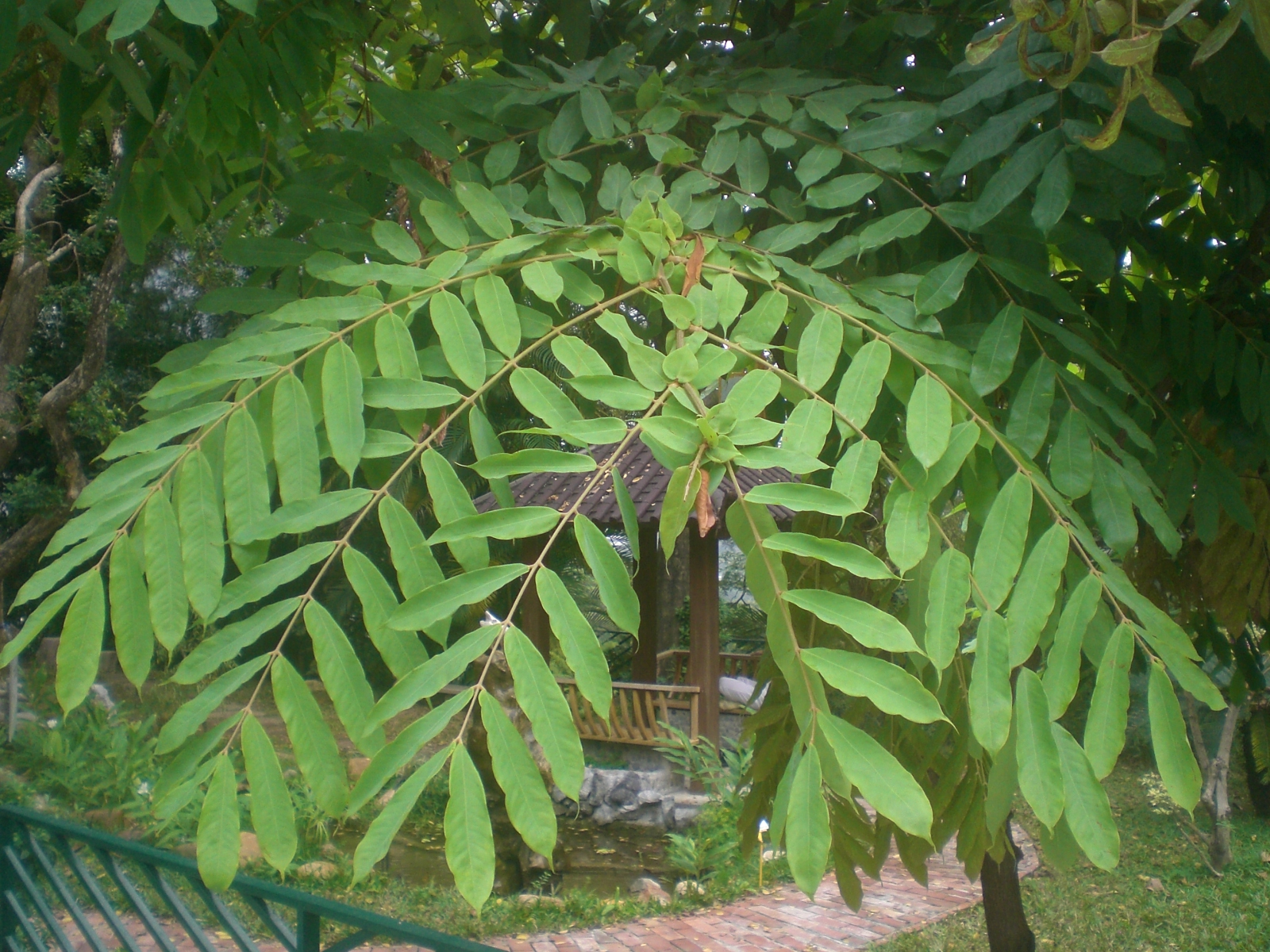
Zweig mit gefiederten Laubblättern von Brownea grandiceps

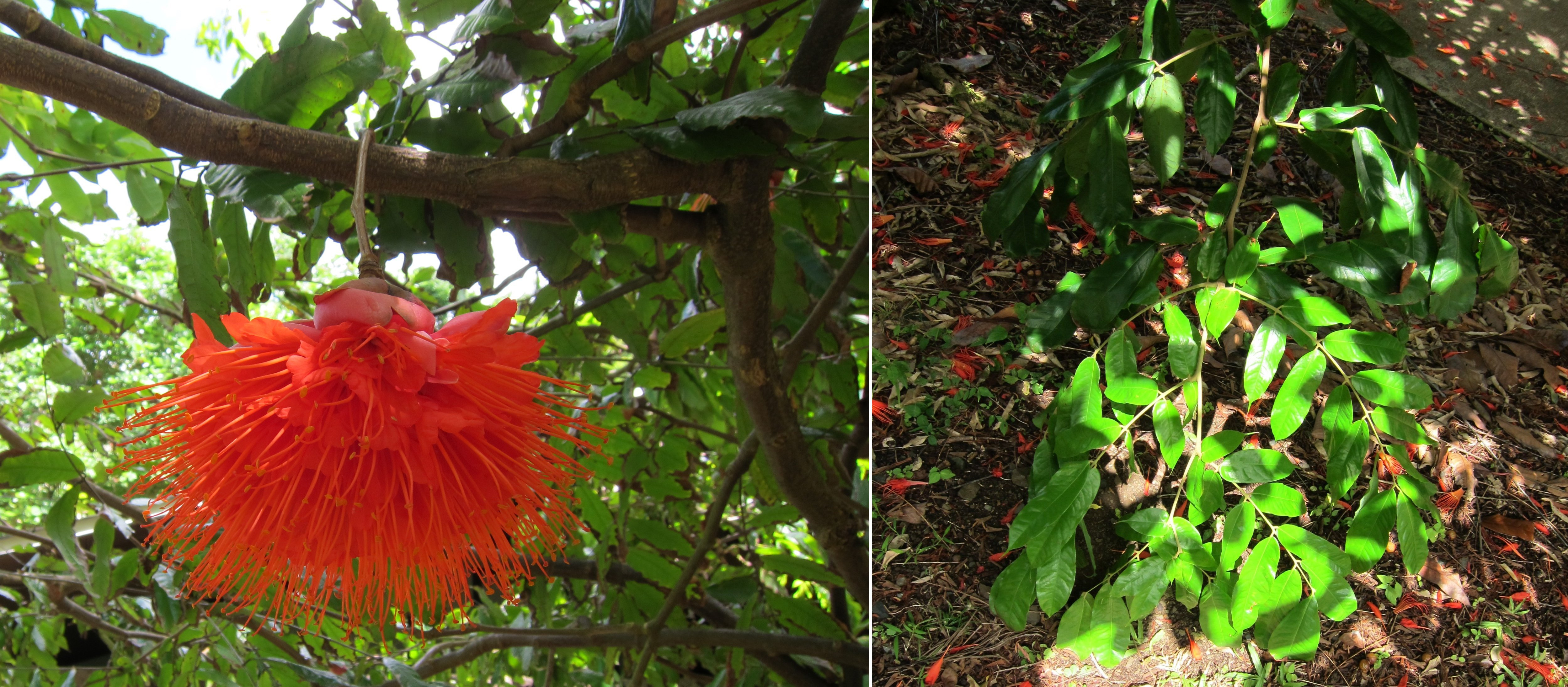
Brownea macrophylla

Brownea-Arten wachsen als Sträucher oder kleine Bäume. Die Laubblätter sind gefiedert.
Die Blüten stehen in traubigen Blütenständen zusammen. Einige Arten (Beispiel: Brownea macrophylla) sind kauliflor. Es sind abfallende Tragblätter vorhanden. Die zwei haltbaren Deckblätter sind verwachsen. Die großen, auffälligen Blüten sind zwittrig, radiärsymmetrisch und fünfzählig mit doppelter Blütenhülle. Es sind grundsätzlich fünf Kelchblätter vorhanden, beispielsweise bei Brownea latifolia sind zwei untereinander verwachsen und so entsteht der Eindruck, es wären nur vier. Die fünf Kronblätter sind meist auffällig gefärbt. Es sind zwei Kreise mit je fünf oder mehr Staubblättern vorhanden. Es ist nur ein Fruchtblatt vorhanden. Es werden Hülsenfrüchte gebildet.

## Systematik
Die Gattung Brownea wurde 1760 von Nicolaus Joseph von Jacquin in Enumeratio Systematica Plantarum, quas in Insulis Caribaeis vicinaque Americes ... Seite 6 erstveröffentlicht. Der Name und die Beschreibung wurden konserviert. Der Gattungsname Brownea ehrt den irischen Arzt und Botaniker Patrick Browne (1720–1790).
Die Gattung Brownea gehört zur Tribus Detarieae in der Unterfamilie der Caesalpinioideae innerhalb der Familie der Fabaceae.
Die Gattung Brownea enthält 25 bis 30 Arten im nördlichen Südamerika (Kolumbien, Ecuador und Venezuela) und auf Karibischen Inseln.     
- Brownea angustiflora Little
- Brownea ariza Benth.: Sie kommt in Kolumbien, Ecuador, Venezuela und Peru vor.[1]
- Brownea birschellii Hook.f.
- Brownea bolivarensis Pittier: Sie kommt in Kolumbien vor.[1]
- Brownea cauliflora Poepp. & Endl.
- Brownea coccinea Jacq.: Sie kommt in zwei Unterarten in Venezuela, Brasilien, Guayana und Trinidad und Tobago vor.[1]
- Brownea disepala Little
- Brownea enricii Quinones
- Brownea excelsa (Pittier) J.F.Macbr.
- Brownea gladisrojasiae D.Velasquez & Agostini
- Brownea grandiceps Jacq.: Sie kommt in Kolumbien, Ecuador, Venezuela und Peru vor.[1]
- Brownea herthae Harms
- Brownea holtonii Britton & Killip
- Brownea hybrida Backer
- Brownea leucantha Jacq.
- Brownea longipedicellata Huber: Sie kommt in Venezuela vor.[1]
- Brownea loretensis Standl.
- Brownea macbrideana J.F.Macbr.
- Brownea macrophylla Linden: Sie kommt in Panama, Kolumbien, Ecuador, im westlichen Venezuela und in Peru vor.[1]
- Brownea multijuga Britton & Killip
- Brownea negrensis Benth.
- Brownea peruviana J.F.Macbr.
- Brownea puberula Little
- Brownea rosa-de-monte Bergius
- Brownea santanderensis Quinones
- Brownea similis Cowan
- Brownea stenantha Britton & Killip
- Brownea tillettiana D.Velasquez & Agostini
- Brownea ucayalina (Huber) Ducke

## Quelle
- Shirley C. Tucker: Floral development in Tribe Detarieae (Leguminosae: Caesalpinioideae): Amherstia, Brownea, and Tamarindus. In: American Journal of Botany, Volume 87, 2000, S. 1385–1407: Volltext online.
- Andreas Bärtels: Tropenpflanzen, Ulmer Verlag, 2002, ISBN 3-8001-3937-5, S. 76
- Rolf Blancke: Farbatlas Pflanzen der Karibik und Mittelamerikas., Ulmer Verlag, Stuttgart 1999, ISBN 3-8001-3512-4, S. 71

## Weiterführende Literatur
- D. Velasquez, G. Agostini: Revision Sp. Venez. del genero Brownea: Tesis de Grado, 1981.
- D. Velasquez: Rev. Brownea Jacq. Thesis-Univ. Central de Venezuela, 1981, 50 Seiten.